# Salpis aenea
Salpis aenea là một loài bướm đêm trong họ Geometridae.